# Ceratocoma guineensis
Ceratocoma guineensis är en svampart som först beskrevs av Georges Viennot-Bourgin, och fick sitt nu gällande namn av Buriticá 1991. Ceratocoma guineensis ingår i släktet Ceratocoma och familjen Pucciniosiraceae.   Inga underarter finns listade i Catalogue of Life.